# Худ, Родни
Родни Худ (англ. Rodney Hood; родился 20 октября 1992 года в Меридиан, штат Миссисипи, США) — американский профессиональный баскетболист, который выступает за клуб Национальной баскетбольной ассоциации «Милуоки Бакс». До прихода в НБА играл за студенческие баскетбольные команды «Миссисипи Стэйт Бульдогс» и «Дьюк Блю Девилз». Был выбран на драфте НБА 2014 года в первом раунде под общим 23-м номером клубом «Юта Джаз». Играет на позиции лёгкого форварда и атакующего защитника.

## Школьные годы
Худ учился в средней школе Меридиана (штат Миссисипи) и, согласно рекрутинговому агентству Rivals.com, имел рейтинг пять звёзд.
В предпоследний год обучения в школе он в среднем за игру набирал 22,1 очка, делал 6,2 подбора и 4,4 передачи и привёл свою команду к финальной игре Class 6A. В своём выпускном классе он набирал в среднем за игру 24,8 очка, делал 8,6 подбора, 6,4 передачи, 3,1 перехвата и 2 блок-шота и вместе с командой завоевал чемпионский титул Class 6A.
В октябре 2010 года он поступил в университет штата Миссисипи.

## Выступления за университет
В своём дебютном сезоне в Миссисипи Стэйт Худ был включён в сборную новичков конференции SEC. За 32 игры в сезоне (29 в стартовом составе) он в среднем за игру набирал 10,3 очка, делал 4,8 подбора и 2 передачи.
В июле 2012 года Худ перевёлся в университет Дьюка и, согласно правилам NCAA, был вынужден пропустить сезон 2012/13.
Будучи второгодкой в Дьюке, он был включён во вторую сборную конференции ACC. За 35 игр сезона он в среднем за игру набирал 16,1 очка, делал 3,9 подбора и 2,1 передачи.
В апреле 2014 года Родни Худ объявил, что не будет продолжать обучение и собирается выставить свою кандидатуру на драфт НБА.

## Профессиональная карьера
26 июня 2014 года Худ был выбран на драфте НБА 2014 года под 23 номером клубом «Юта Джаз». 11 июля «Джаз» подписали с ним контракт и он принял участие в Летней лиге НБА. 16 марта 2015 года Худ провёл лучшую игру в своём дебютном сезоне в профессионалах. В матче против «Шарлотт Хорнетс» он набрал 24 очка, реализовав 9 из 11 бросков с игры и забросив 5 из 5 штрафных бросков.
17 октября 2015 года «Джаз» воспользовались своей опцией в контракте и продлили соглашение с игроком на третий год, до конца сезона 2016/17 годов.
8 февраля 2018 года в результате трёхстороннего обмена Худ перешёл в «Кливленд Кавальерс». В своём дебюте за новую команду Родни набрал 15 очков и помог одержать победу «Кавальерс» над «Бостон Селтикс» со счётом 121:99.
10 сентября 2018 года Худ переподписал контракт с «Кавальерс». 4 февраля 2019 года Кливленд обменяли Худа в «Портленд Трэйл Блэйзерс» на Ника Стаускаса, Уэйда Болдуина и два выбора во втором раунде драфта. В 6-м матче второго раунда серии плей-офф  против «Денвер Наггетс» Худ набрал рекордные в карьере 25 очков в плей-офф, одержав победу со счетом 119:108. 6 декабря 2019 года, «Трэйл Блэйзерс» объявили, что Худ выбыл до конца сезона 2019/20 и может пропустить начало следующего сезона, так как он получил разрыв левого ахиллова сухожилия в проигранной со счетом 136:113 игре против «Лос-Анджелес Лейкерс».
25 марта 2021 года Худ вместе с Гэри Трентом — младшим были обменяны в «Торонто Рэпторс» на Нормана Пауэлла. 3 августа «Рэпторс» отказались от него.
6 августа 2021 года Худ подписал минимальный ветеранский контракт с «Милуоки Бакс» на один год.
10 февраля 2022 года Худ был обменян в «Лос-Анджелес Клипперс» в рамках сделки с четырьмя командами.

## Статистика

### Статистика в НБА
| Сезон                                                                                    | Команда  | Регулярный сезон | Регулярный сезон | Регулярный сезон | Регулярный сезон | Регулярный сезон | Регулярный сезон | Регулярный сезон | Регулярный сезон | Регулярный сезон | Регулярный сезон | Регулярный сезон | Серия плей-офф | Серия плей-офф | Серия плей-офф | Серия плей-офф | Серия плей-офф | Серия плей-офф | Серия плей-офф | Серия плей-офф | Серия плей-офф | Серия плей-офф | Серия плей-офф |
| Сезон                                                                                    | Команда  | GP               | GS               | MPG              | FG%              | 3P%              | FT%              | RPG              | APG              | SPG              | BPG              | PPG              | GP             | GS             | MPG            | FG%            | 3P%            | FT%            | RPG            | APG            | SPG            | BPG            | PPG            |
| ---------------------------------------------------------------------------------------- | -------- | ---------------- | ---------------- | ---------------- | ---------------- | ---------------- | ---------------- | ---------------- | ---------------- | ---------------- | ---------------- | ---------------- | -------------- | -------------- | -------------- | -------------- | -------------- | -------------- | -------------- | -------------- | -------------- | -------------- | -------------- |
| 2014/15                                                                                  | Юта      | 50               | 21               | 21,3             | 41,4             | 36,5             | 76,3             | 2,3              | 1,7              | 0,6              | 0,2              | 8,7              | Не участвовал  | Не участвовал  | Не участвовал  | Не участвовал  | Не участвовал  | Не участвовал  | Не участвовал  | Не участвовал  | Не участвовал  | Не участвовал  | Не участвовал  |
| 2015/16                                                                                  | Юта      | 79               | 79               | 32,2             | 42,0             | 35,9             | 86,0             | 3,4              | 2,7              | 0,9              | 0,2              | 14,5             | Не участвовал  | Не участвовал  | Не участвовал  | Не участвовал  | Не участвовал  | Не участвовал  | Не участвовал  | Не участвовал  | Не участвовал  | Не участвовал  | Не участвовал  |
| 2016/17                                                                                  | Юта      | 59               | 55               | 27,0             | 40,8             | 37,1             | 78,3             | 3,4              | 1,6              | 0,6              | 0,2              | 12,7             | 11             | 0              | 25,2           | 35,2           | 26,0           | 61,1           | 2,7            | 1,1            | 0,5            | 0,0            | 8,9            |
| 2017/18                                                                                  | Юта      | 39               | 12               | 27,8             | 42,4             | 38,9             | 87,6             | 2,8              | 1,7              | 0,8              | 0,2              | 16,8             | Не участвовал  | Не участвовал  | Не участвовал  | Не участвовал  | Не участвовал  | Не участвовал  | Не участвовал  | Не участвовал  | Не участвовал  | Не участвовал  | Не участвовал  |
| 2017/18                                                                                  | Кливленд | 21               | 11               | 25,3             | 44,2             | 35,2             | 81,3             | 2,6              | 1,4              | 0,7              | 0,2              | 10,8             | 17             | 1              | 15,3           | 42,4           | 16,7           | 75,0           | 1,8            | 1,1            | 0,3            | 0,2            | 5,4            |
| 2018/19                                                                                  | Кливленд | 45               | 45               | 27,4             | 42,7             | 36,2             | 91,2             | 2,5              | 2,0              | 0,8              | 0,1              | 12,2             | Не участвовал  | Не участвовал  | Не участвовал  | Не участвовал  | Не участвовал  | Не участвовал  | Не участвовал  | Не участвовал  | Не участвовал  | Не участвовал  | Не участвовал  |
| 2018/19                                                                                  | Портленд | 27               | 4                | 24,4             | 45,2             | 34,5             | 80,5             | 1,7              | 1,3              | 0,8              | 0,3              | 9,6              | 16             | 0              | 23,3           | 46,8           | 35,3           | 81,8           | 2,3            | 0,9            | 0,4            | 0,2            | 9,9            |
| 2019/20                                                                                  | Портленд | 21               | 21               | 29,5             | 50,6             | 49,3             | 77,8             | 3,4              | 1,5              | 0,8              | 0,2              | 11,0             | Не участвовал  | Не участвовал  | Не участвовал  | Не участвовал  | Не участвовал  | Не участвовал  | Не участвовал  | Не участвовал  | Не участвовал  | Не участвовал  | Не участвовал  |
| 2020/21                                                                                  | Портленд | 38               | 5                | 19,1             | 36,3             | 29,8             | 75,0             | 1,9              | 1,2              | 0,5              | 0,1              | 4,7              | Не участвовал  | Не участвовал  | Не участвовал  | Не участвовал  | Не участвовал  | Не участвовал  | Не участвовал  | Не участвовал  | Не участвовал  | Не участвовал  | Не участвовал  |
| 2020/21                                                                                  | Торонто  | 17               | 0                | 12,7             | 35,6             | 31,0             | 93,8             | 1,8              | 0,4              | 0,2              | 0,2              | 3,9              | Не участвовал  | Не участвовал  | Не участвовал  | Не участвовал  | Не участвовал  | Не участвовал  | Не участвовал  | Не участвовал  | Не участвовал  | Не участвовал  | Не участвовал  |
| 2021/22                                                                                  | Милуоки  | 39               | 0                | 14,9             | 35,1             | 30,0             | 92,9             | 1,7              | 0,8              | 0,3              | 0,1              | 3,3              | Не участвовал  | Не участвовал  | Не участвовал  | Не участвовал  | Не участвовал  | Не участвовал  | Не участвовал  | Не участвовал  | Не участвовал  | Не участвовал  | Не участвовал  |
| 2021/22                                                                                  | Клипперс | 13               | 0                | 9,9              | 46,2             | 54,5             | 80,0             | 0,8              | 0,6              | 0,2              | 0,2              | 2,6              | Не участвовал  | Не участвовал  | Не участвовал  | Не участвовал  | Не участвовал  | Не участвовал  | Не участвовал  | Не участвовал  | Не участвовал  | Не участвовал  | Не участвовал  |
|                                                                                          | Всего    | 448              | 253              | 24,5             | 42,0             | 36,6             | 84,1             | 2,6              | 1,6              | 0,7              | 0,2              | 10,4             | 44             | 1              | 20,7           | 41,6           | 28,0           | 75,7           | 2,2            | 1,0            | 0,4            | 0,2            | 7,9            |
| Наведите курсор мыши на аббревиатуры в заголовке таблицы, чтобы прочесть их расшифровку. |          |                  |                  |                  |                  |                  |                  |                  |                  |                  |                  |                  |                |                |                |                |                |                |                |                |                |                |                |